# Езерна провинция
Езерната провинция или Ал Бухайрат (на английски: Lakes; на арабски: البحيرات) е една от 10-те провинции на Южен Судан. Разположена е в централната част на страната. Заема площ от 40 235 км² и има население от 695 730 души (по данни от 2008 година). Главен град на провинцията е Румбек.